# Scitala satelles
Scitala satelles är en skalbaggsart som beskrevs av Britton 1987. Scitala satelles ingår i släktet Scitala och familjen Melolonthidae. Inga underarter finns listade i Catalogue of Life.